# コソボサッカー連盟
コソボサッカー連盟（コソボサッカーれんめい、アルバニア語: Federata e Futbollit e Kosovës, 英語: Football Federation of Kosova, セルビア語: Fudbalski Savez Kosova）は、コソボにおけるサッカーを統括する競技運営団体。略称はFFK。
本部は首都であるプリシュティナに置かれる。サッカーコソボ代表などを組織している。

## 沿革

### 第1期間
1919年にグルノーブルの学生によってコソボに最初のサッカーボールが持ち込まれたが、1914年にはオーストリア=ハンガリー人がサッカーの試合を行っていたと考えられている。1922年にジャコヴァとプリシュティナ（FCプリシュティナ）でコソボで最初のサッカークラブが創設された。この期間は定期的なサッカー大会は開催されていなかった。

### 第2期間
第二次世界大戦後の1946年にコソボサッカー連盟が設立され、1948年にユーゴスラビアサッカー連盟（FSJ）に加盟した。ユーゴスラビアのサッカーリーグにはスロベニアとクロアチア、ボスニア・ヘルツェゴビナ、セルビア、モンテネグロ、ヴォイヴォディナ自治州、コソボ自治州、マケドニアのチームが参加していた。コソボ自治州では1945年にサッカーリーグが創設され、ファーストリーグ優勝チームはユーゴスラビア・セカンドリーグに所属した。コソボにはセカンドリーグとサードリーグも存在した。コソボのサッカークラブは1977-78シーズンにKFトレプチャ、1983-84シーズンから1987-88シーズンにFCプリシュティナがユーゴスラビア・プルヴァ・リーガに所属した。

### 第3期間
1991年のユーゴスラビア崩壊による政治情勢の悪化の影響はスポーツにも及んだ。ミロシェヴィッチ政権によって、コソボのあらゆるスポーツクラブは活動を停止させられ、すべてのスポーツ選手は競技場から排除された。コソボの全レベルのサッカーリーグは1日で消え去った。同年、コソボサッカー連盟はユーゴスラビアサッカー連盟から独立し、9月13日にプリシュティナのフラムルタリ・スタジアムでユーゴスラビアから独立したコソボ最初のリーグ戦が開催された。暴力や嫌がらせなどが行われたが、コソボでのサッカーはセルビア軍がコソボ市民に対して軍事行動を開始した1998年1月まで続けられた。

### 第4期間
コソボ紛争終結後の1999年、コソボサッカー連盟は再編され、ファーストリーグ18チーム、セカンドリーグ14チームでリーグ戦が再開された。
2009-10シーズン時点でコソボのサッカーは、スーペルリーガとファーストリーグ、セカンドリーグで争われる男子サッカーリーグに加えて、女子サッカーリーグ、フットサル大会、ジュニアリーグが存在する。
コソボサッカー連盟は2015年9月17日に開催されたUEFA理事会において同連盟のUEFA加盟を求める要求書を提出し、2016年5月3日に開催予定の第40回UEFA通常総会で議題として取り上げられることとなった。総会では加盟を問う投票が行われ、賛成28票、反対24票、無効2票と加盟に必要な過半数の票を獲得したことから、UEFAの55番目の加盟協会として承認された。連盟はFIFA加盟の申請を行い、2016年5月13日のFIFA総会で審議されることとなった。投票では賛成141票、反対23票と過半数の票を獲得し、ジブラルタルサッカー協会とともに210番目、211番目の加盟国・地域として承認された。